# 広島なぎさ中学校・高等学校
広島なぎさ中学校・高等学校（ひろしまなぎさちゅうがっこう・こうとうがっこう）は、広島県広島市佐伯区海老山南二丁目にある私立中学校・高等学校。

## 概要
学校法人鶴学園が運営している中高一貫校。
アクセスはJR・広電五日市駅より徒歩約10分である。
建学の精神は「教育は愛なり」。教育方針は「常に神と共に歩み社会に奉仕する」。
開校以来男女共学であったが、1978年（昭和53年）に女子の募集を停止したために一旦は男子校となった。しかし1994年（平成6年）に中学校、1995年（平成7年）に高校でそれぞれ女子の募集を再開したことで、再び男女共学制となった。
2008年度から採用された新制服は、従来の制服の伝統を継承し、品位ある独自の紺色を引き継ぎつつも男女共学色が打ち出せるデザインとされた。

## 沿革
公式ウェブサイトより引用
- 1956年 - 鶴虎太郎を校祖とし、息子である鶴襄により広島市西蟹屋町に「広島高等電波学校」を創設。
- 1957年 - 学校法人鶴学園設置認可
- 1958年 - 広島市西区井口に「広島電波工業高等学校」（現広島工業大学高等学校）開校。
- 1961年 - 広島工業短期大学開学に伴い、同校を「広島工業短期大学附属工業高等学校」と改称。広島市西区井口に「広島工業短期大学附属中学校」を開校。
- 1963年 - 広島工業大学開学に伴い、同校を「広島工業大学附属工業高等学校」及び「広島工業大学附属中学校」と改称し普通科を新設。
- 1965年 - 4月に「広島工業大学附属工業高等学校」より普通科を分離し、広島市西区井口に「広島高等学校」を開校。広島工業大学附属中学校を「広島高等学校附属中学校」と改称。11月に広島市佐伯区三宅に移転。
- 1966年 - 広島高等学校附属中学校を広島工業大学附属中学校、広島高等学校を広島工業大学附属広島高等学校とそれぞれ改称。
- 1978年 - 附属中学校・広島高等学校の女子生徒募集を停止。男子校化。
- 1994年 - 広島工業大学附属中学校の男女共学再開。
- 1995年 - 広島工業大学附属広島高等学校の男女共学再開。
- 2008年 - 4月に「広島なぎさ中学校・高等学校」に改称し、新制服を採用[5]。9月に広島市佐伯区海老山南のなぎさ公園小学校付近に移転[6]。

## 出身者
- 松本太郎 ：広島県廿日市市長
- 瀬戸つよし：歌手
- 坂本弘：競泳選手、1980年モスクワ・84年ロス日本代表
- 緒方佑奈：声優